# Nuclear Blast
Nuclear Blast je diskografska kuća s podružnicama u Njemačkoj, SAD-u te Brazilu koja uglavnom ima potpisane ugovore s heavy metal sastavima. 

## Povijest
Osnovao ju je Marcus Staiger 1987. godine u Njemačkoj. U početku su objavljivali albumi hardcore punk sastava, no ubrzo su prešli na melodic death metal, grindcore, power metal i black metal-sastave, te se danas uz Century Mediju smatra najuglednijom izdavačkom kućom melodic death metal scene. Sjedište kuće nalazi se u Donzdorfu, u njemačkoj saveznoj državi Baden-Württemberg.

## Sastavi
Neki od poznatijih sastava koji imaju ili su imali potpisan ugovor s Nuclear Blastom:
| - Accept - Agnostic Front - Amorphis - Apocalyptica - Die Apokalyptischen Reiter - Avantasia - Bal-Sagoth - Behemoth - Belphegor - Blind Guardian - Children of Bodom - Cradle of Filth - Death - Death Angel - Decapitated - Destruction - Dew-Scented - Dimmu Borgir - Eluveitie - Epica | - Exodus - Gorgoroth - Grave Digger - HammerFall - Helloween - Hypocrisy - Immortal - In Flames - Kataklysm - Korpiklaani - Kreator - Liquido - Lordi - Madball - Malevolent Creation - Manowar - Melechesh - Mendeed - Meshuggah - Mortification - Slayer | - Nightwish - Nile - Omnium Gatherum - Psycroptic - Sabaton - Scar Symmetry - Sepultura - Stormtroopers of Death - Sirenia - Slipknot - Soilwork - Sonata Arctica - Stratovarius - Suffocation - Suicidal Tendencies - Swashbuckle - Testament - The 69 Eyes - Vader - Wintersun |

## Vanjske poveznice
- Službena stranica